# NGC 5082
NGC 5082 est une galaxie lenticulaire située dans la constellation du Centaure. Sa vitesse par rapport au fond diffus cosmologique est de 4 153 ± 46 km/s, ce qui correspond à une distance de Hubble de 61,3 ± 4,3 Mpc (∼200 millions d'al). NGC 5082 a été découverte par l'astronome britannique John Herschel en 1834.
À ce jour, trois mesures non basées sur le décalage vers le rouge (redshift) donnent une distance de 46,900 ± 1,836 Mpc (∼153 millions d'al), ce qui est à l'extérieur des valeurs de la distance de Hubble. Notons cependant que c'est avec la valeur moyenne des mesures indépendantes, lorsqu'elles existent, que la base de données NASA/IPAC calcule le diamètre d'une galaxie et qu'en conséquence le diamètre de NGC 5082 pourrait être d'environ 45,0 kpc (∼147 000 al) si on utilisait la distance de Hubble pour le calculer.

## Supernova
La supernova SN 1958F a été découverte dans NGC 5802 le 1er juin 1958 par l'astronome américain Milton Humason. Le type de cette supernova n'a pas été déterminé. 

## Groupe de NGC 5082
Selon A.M. Garcia, NGC 5082 est la principale galaxies d'un trio. Les deux autres galaxies du groupe de NGC 5082 sont ESO 270-7 et ESO 270-14.